# Turkestanische Militärorganisation
Die Turkestanische Militärorganisation (russisch Туркестанская военная организация Turkestanskaja wojennaja organisazija) war eine Streitmacht der Weißen Armee in der Region Turkestan während des russischen Bürgerkrieges.

## Entstehung
Gegründet wurde die Turkestanische Militärorganisation im Februar 1918 in der Region Turkestan von einer Gruppe ehemaliger Offiziere der Zaristischen Armee und einer Reihe von Vertretern der Intelligenzija. Das Ziel dieser Militärorganisation war es, die Sowjetmacht in dieser Region zu stürzen. Im August 1918 wurde sie umbenannt in Turkestan Union für den Kampf gegen den Bolschewismus.

## Einsatz
Für August 1918 plante die Turkestanische Militärorganisation einen bewaffneten Aufstand gegen die Sowjetmacht in der Region Turkestan. Aktive Unterstützung erhielt sie dabei durch Agenten ausländischer Geheimdienste, vor allem durch Britische.
Weiterhin knüpfte das Hauptquartier Kontakte zum Ataman der Orenburger Kosaken Alexander Iljitsch Dutow, zum Kommandeur der Freiwilligenarmee General Anton Iwanowitsch Denikin, zu den Führern der Alasch Awtonomijassy, zu Behörden des Khanat Buchara und zu transkaspischen Weißgardisten. Mit dem britischen General Wilfrid Malleson wurde ein Abkommen unterzeichnet, mit dessen Hilfe die Turkestanische Militärorganisation 100 Millionen Rubel, 16 Gebirgsgeschütze, 40 Maschinengewehre, 25.000 Handwaffen sowie weitere militärische Ausrüstung erhalten sollte. 
Aus verschiedenen Gründen musste der Aufstand aber ins Frühjahr 1919 verschoben werden. Einer dieser Gründe war die Einschleusung eines Agenten in Militärorganisation durch die Bolschewiki. Infolgedessen flohen die meisten Anführer aus Taschkent in die Provinz, einige gingen in den Untergrund.
Am 19. Januar 1919 begann der Aufstand in Taschkent unter der Führung von Konstantin P. Osipov. Aufgrund des Widerstandes der bolschewistischen Kräfte, brach bereits am 21. Januar der Aufstand zusammen und die Truppen der Turkestanischen Militärorganisation flohen aus der Stadt. Damit löste sich die Organisation auf. Einige Offiziere gründeten Guerilla-Abteilungen und operierten ab März 1919 im Fergana-Tal und in der Region Buchara.

## Personal
| Dienstgrad      | Name                              | Bild |
| --------------- | --------------------------------- | ---- |
| Generalleutnant | Luka Lukitsch Kondratowitsch      |      |
| General         | Jewgeni Petrowitsch Dschunkowski  |      |
| General         | Alexander Dmitrijewitsch Gordejew |      |
| General         | Lastotschkin                      |      |
| General         | Pawlowski                         |      |
| Oberst          | Alexandrow                        |      |
| Oberst          | Butenin                           |      |
| Oberst          | Pjotr G. Kornilow                 |      |
| Oberst          | Krylow                            |      |
| Oberst          | Lebedew                           |      |
| Oberst          | Oras-Chan-Serdar                  |      |
| Oberst          | Rudnew                            |      |
| Oberst          | Iwan Matwejewitsch Saizew         |      |
| Oberst          | Sawizkij                          |      |
| Oberst          | Zwetkow                           |      |
| Oberstleutnant  | Blawatskij                        |      |
| Oberstleutnant  | Iwanow                            |      |

Neben den vielen Offizieren, befanden sich in der Militärorganisation auch Kadetten, Menschewiki, Sozialrevolutionäre, Nationalisten, Basmatschen, muslimische Geistliche und ehemalige Beamte der zaristischen Verwaltung.